# Cataclysta albifulvalis
Cataclysta albifulvalis là một loài bướm đêm trong họ Crambidae.